# Мир у Ливорну
Мир у Ливорну потписан је 1775. године у италијанском граду Ливорну између Руске империје и Дубровачке републике. Овим миром завршен је сукоб између ове две државе настао још за време Руско-турског рата. 

## Увод
Односи између Дубровника и Русије заоштрили су се без потребе за време овог последњег рата. Дубровчани су, као турски вазали, били запленили једну руску лађу и чинили су Турцима и других услуга. Заповедник руске флоте, гроф Орлов, коме су стизале разне доставе о држању Дубровчана, преузеће репресалије. Не само да је запленио око 50 дубровачких лађа, него хтеде чак и да бомбардује сам Дубровник. Уплашена република обрати се на све стране за посредовање, а завапи и код царице Катарине.

## Мир
До мира је дошло тек 1775. год. у Ливорну. Дубровник је добио натраг своје лађе, али је зато, овога пута, морао не само допустити долазак рускога конзула у Дубровник, него и дозволити да он у својој кући подигне православну капелу. Дотле, православни у Дубровнику нису имали ни своје богомоље, ни свог свештеника, па чак ни свог гробља у градском подручју, него су им хитне свештеничке дужности обављали калуђери из блиског манастира Дужи. Дубровчани су дуго настојали да избегну ту обавезу и тражили су чак и интервенцију Марије Терезије, али је све било узалуд. Међутим, кад је руски конзул дошао у град пошло им је доиста за руком, да посредовањем код њега и другим изговорима одложе извршење те одлуке. Прва православна црква у том граду као мала капела отворена је тек 1790. године. То је било оне године, кад су Руси заузели Исмаил и показали знатан успех на капији Балкана, и кад је један безимени српски песник у народски сроченој песми одушевљено хвалио Русију и кнеза Потемкина, гледајући у њима нове носиоце своје судбине.